# Salish (jezična porodica)
Salishan.- Porodica jezika sjevernoameričkih Indijanaca iz područja Sjeverozapadne obale Sjeverne Amerike i Platoa rijeke Columbia. Porodica obuhvaća jezike više desetaka indijanskih plemena ribara i kopača korijenja camas i wapato. 
Predstavnici porodice Salishan su: Bella Coola, Chehalis, Chelan, Clallam, Coeur d’Alêne (Skitswish), Colville, Comox, Copalis, Cowichan, Cowlitz, Duwamish, Flathead, Humptulips, Kalispel (Pend d’Oreille), Kwaiailk, Lillooet, Lummi, Methow, Mical, Muckleshoot, Nanaimo, Nisqually, Nooksack, Ntlakyapamuk (Thompson), Okanagon, Pentlatch,  Puyallup, Quiatso, Quinault, Saanich, Samish, Sammamish, Sanpoil, Sahehwamish, Samish, Satsop, Semiahmoo, Senijextee (Lake), Shuswap, Siletz, Sinkaietk, Sinkakaius, Sinkiuse (Columbia), Sishiatl (Seechelt), Skagit, Snohomish, Snoqualmie, Songish, Spokan, Squawmish, Squaxin, Stalo (Halkomelem), Suquamish, Swallah, Swinomish, Taidnapam, Tillamook, Twana, Wenatchee, Wynoochee.

## Vanjske poveznice
- Ethnologue (14th)
- Ethnologue (15th)

Ethnologue (16th)
- Salishan Indian Family History